# Bučač
Bučač (in ucraino Бучач?, in polacco Buczacz; yiddish: בעטשאָטש‎ Betshotsh; in tedesco Butschatsch)  è una città dell'Ucraina (12 171 abitanti) situata nel distretto di Čortkiv, nell'oblast' di Ternopil'. Ospita l'amministrazione della comunità territoriale di Bučač, una delle comunità territoriali dell'Ucraina.
Fino al 18 luglio 2020 Bučač è stata il centro amministrativo del distretto di Bučač, abolito come parte della riforma amministrativa dell'Ucraina, che ha ridotto a tre il numero dei distretti dell'oblast' di Ternopil'. L'area del distretto di Bučač è stata trasferita al distretto di Čortkiv..
Situata nella regione storica della Galizia è situata a 135 km a sud-est di Leopoli lungo le rive del fiume Strypa. È sede dell'eparchia di Bučač, della Chiesa greco-cattolica ucraina.

## Storia

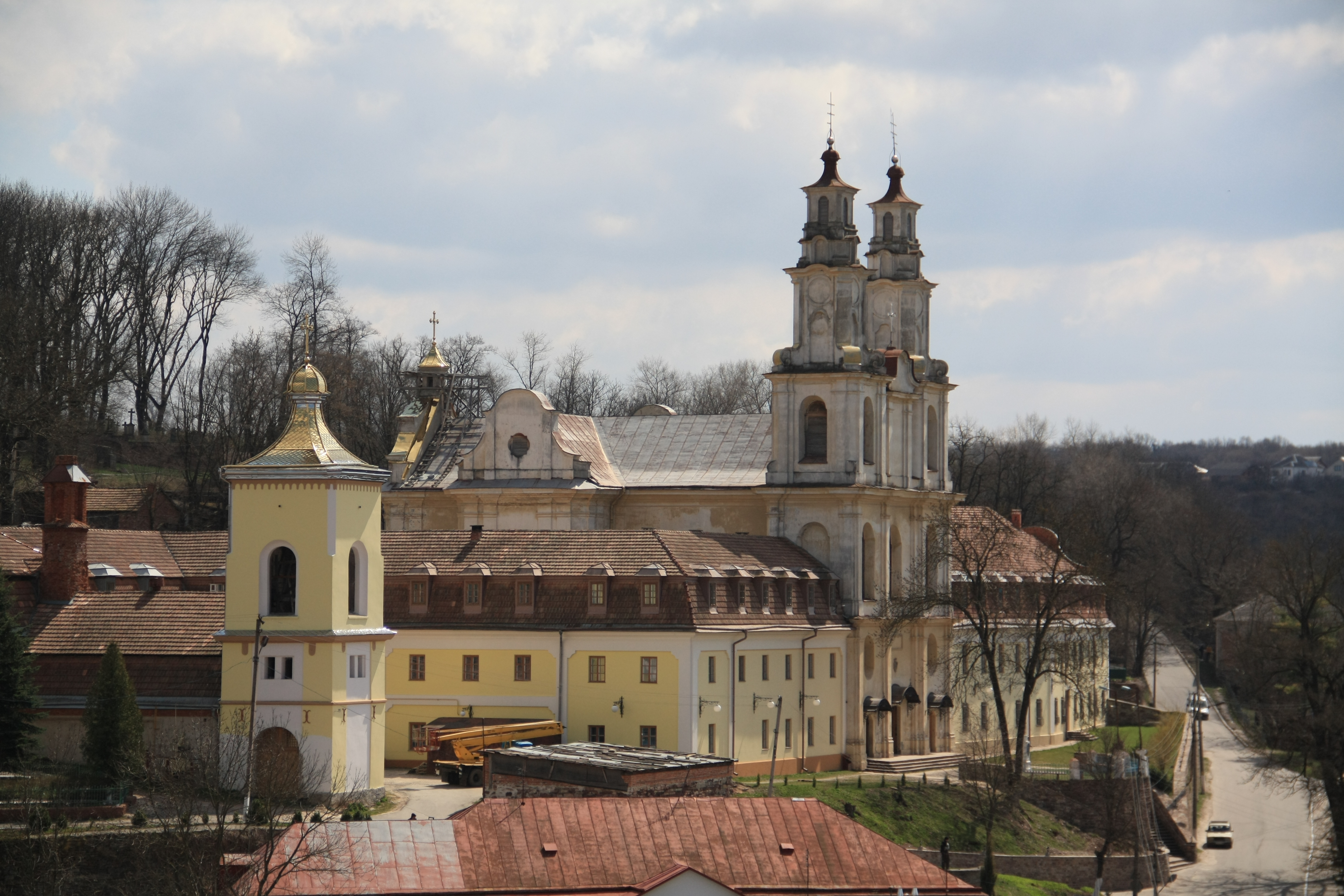
Il monastero basiliano

La prima menzione di Bučač risale al 1260; alla fine del secolo XIV la Polonia è occupata tra cui Bučač; fu durante questo periodo che l'area subì una forte influenza di polacchi, ebrei e armeni, con diversi insediamenti: in particolare Bučač fu sede di una grande comunità ebraica, e per molti versi fu considerata uno shtetl.
Nel 1772, durante la prima spartizione della Polonia, la Galizia venne annessa all'Impero Asburgico. Bučač rimase da allora sotto il controllo austriaco fino alla fine della prima guerra mondiale, nel 1918. Occupata dalle truppe della Repubblica Nazionale dell'Ucraina Occidentale, venne riconquistata dai polacchi nel 1920. In questo periodo la comunità ebraica locale era al massimo del suo splendore, essi gestivano molte delle attività lavorative della città, tra cui la sartoria, l'editoria, la sanità, la carpenteria, la pellicceria ed anche l'ebanisteria. Vi erano anche un birrificio ed una azienda vinicola.
A seguito dello scoppio della seconda guerra mondiale, la Galizia orientale, inclusa Bučač, venne assegnata all'Unione Sovietica e incorporata nella Repubblica Socialista di Ucraina come dagli accordi del Patto Molotov-Ribbentrop. Nel 1941, in seguito all'invasione della Germania nazista, la comunità ebrea della città venne interamente sconvolta dalla Shoah.
Nel dopoguerra la città venne nuovamente riassegnata all'Unione Sovietica, e la comunità polacca fu costretta a vivere in una condizione di segregazione razziale. Dopo il crollo dell'Unione Sovietica, avvenuto nel 1991, Bučač entra a far parte dell'Ucraina indipendente.

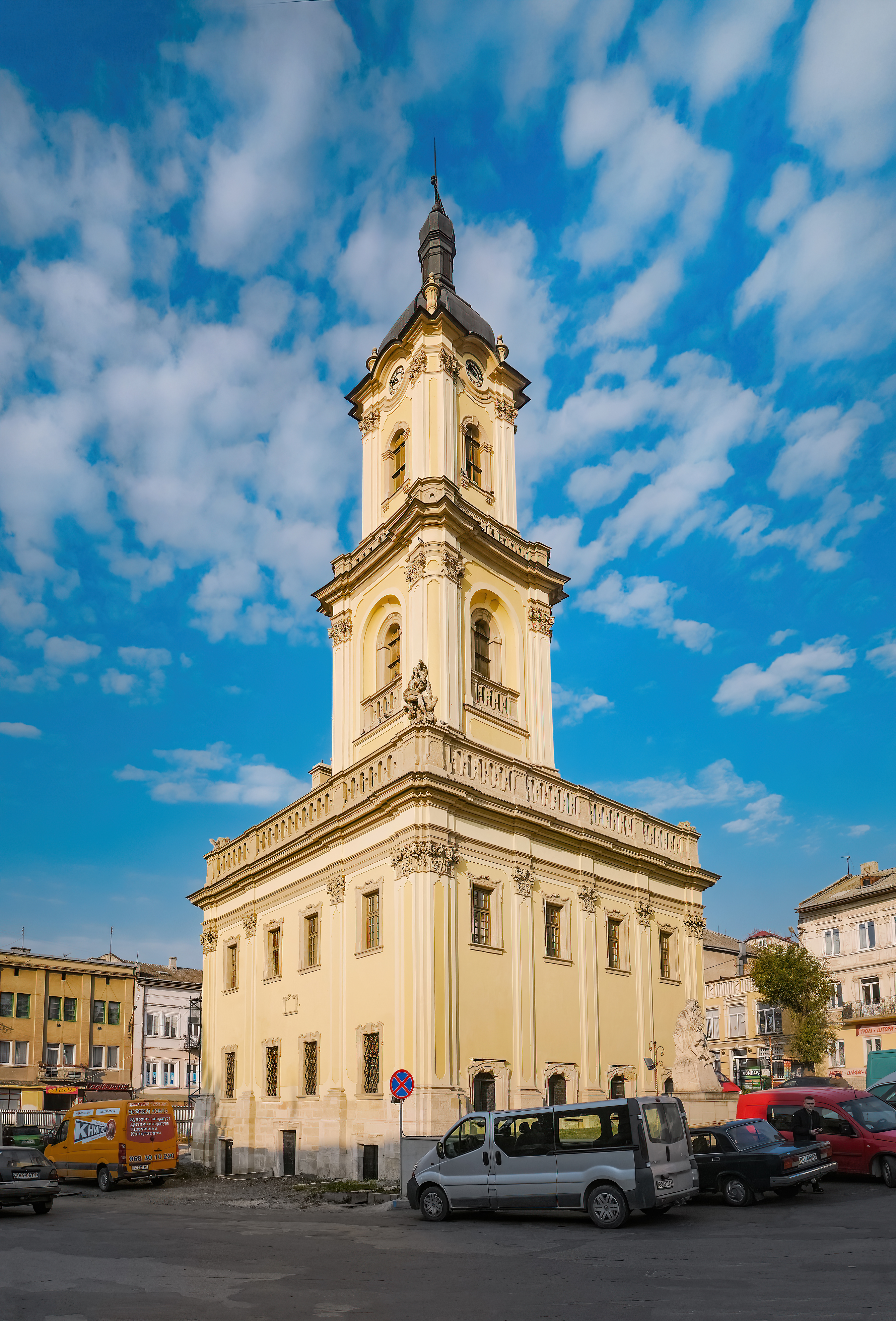
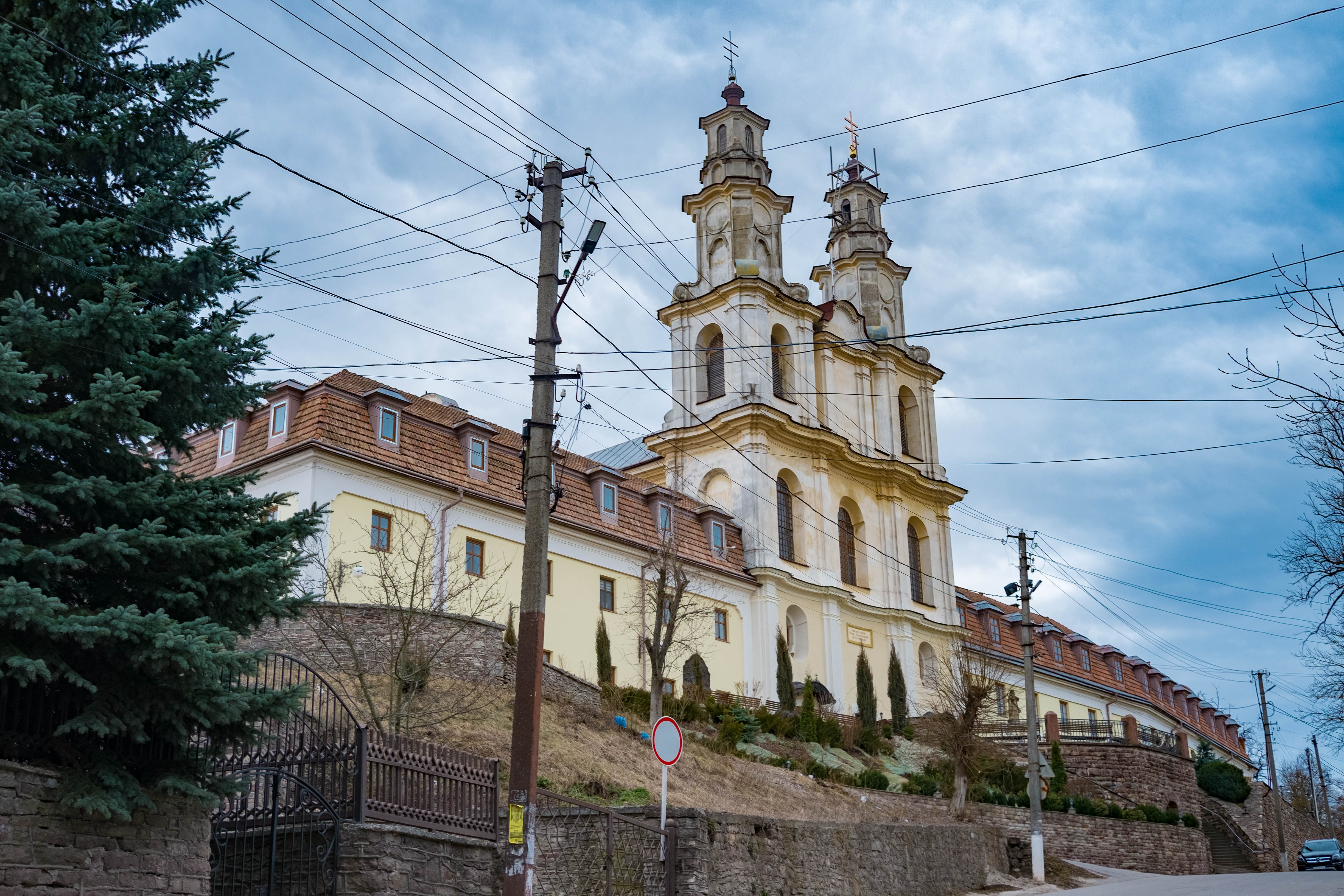
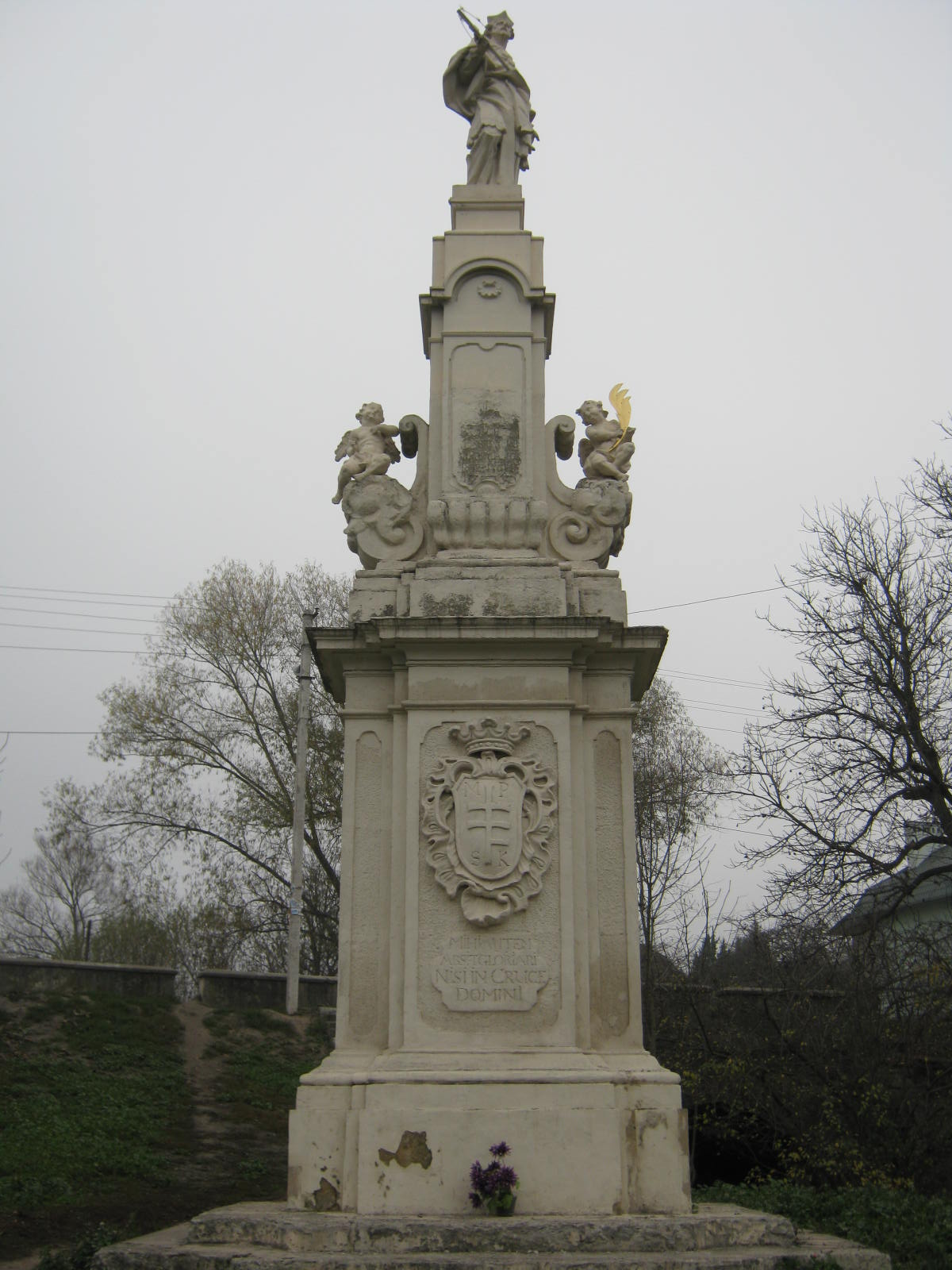
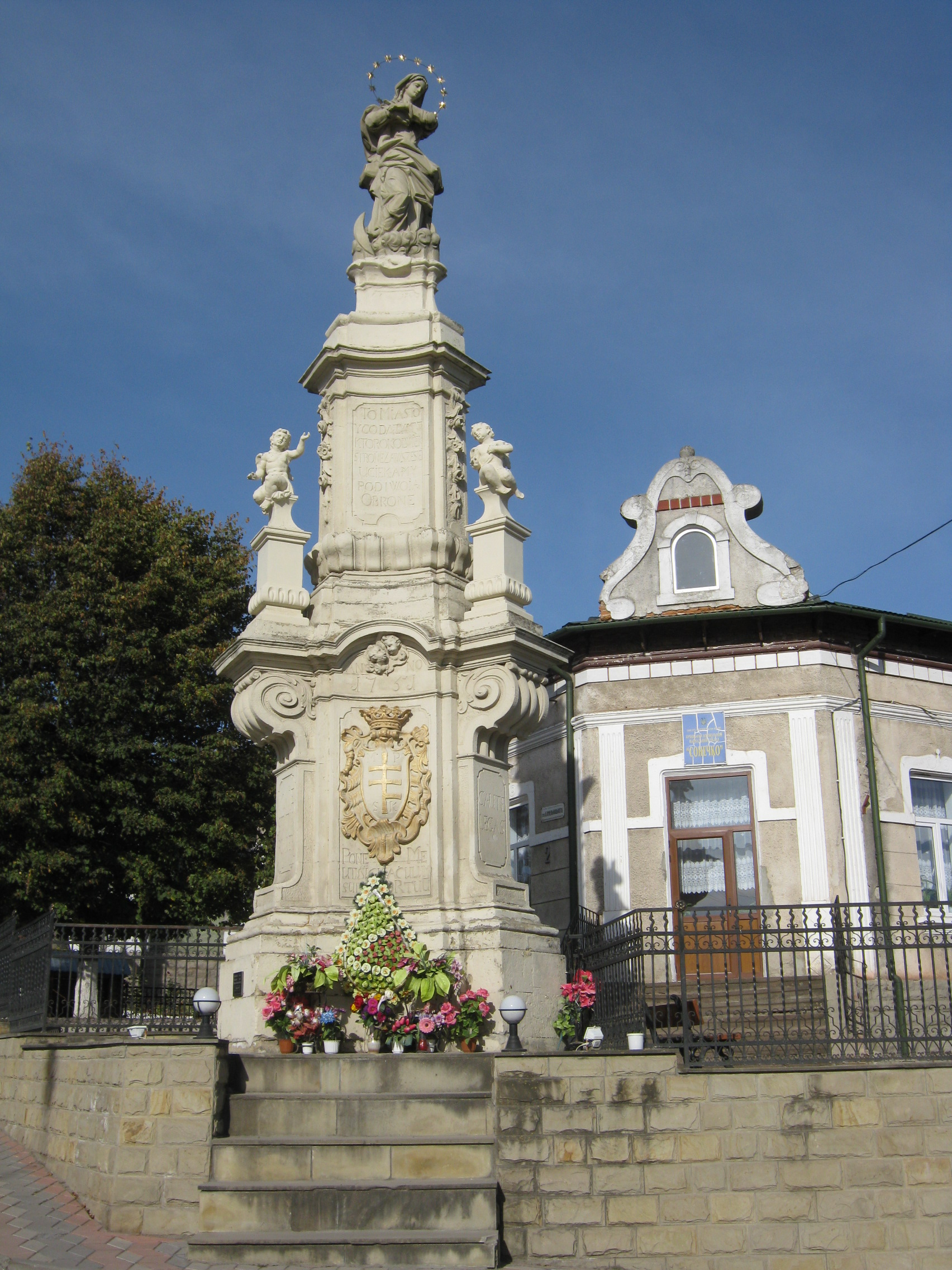
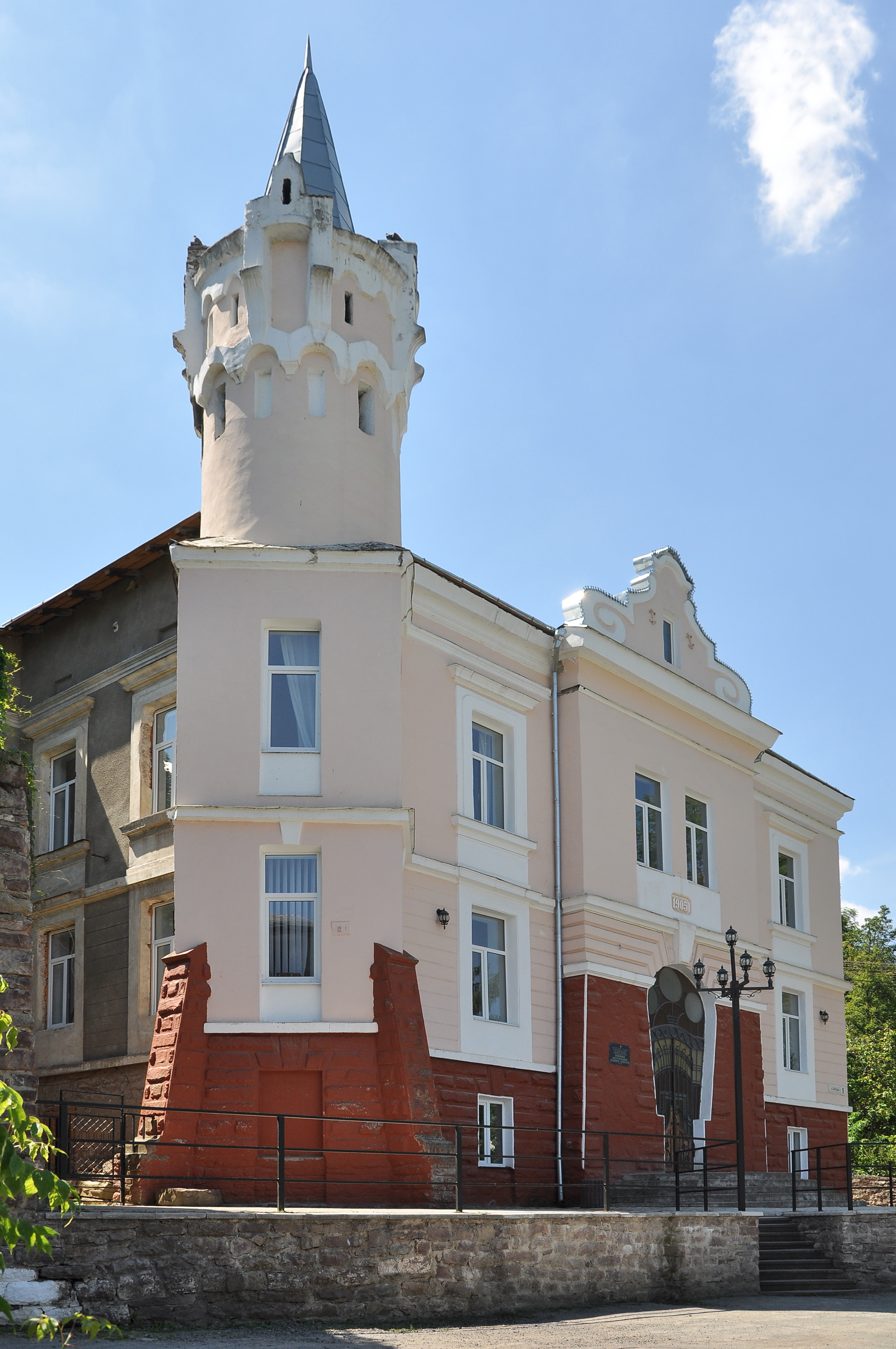
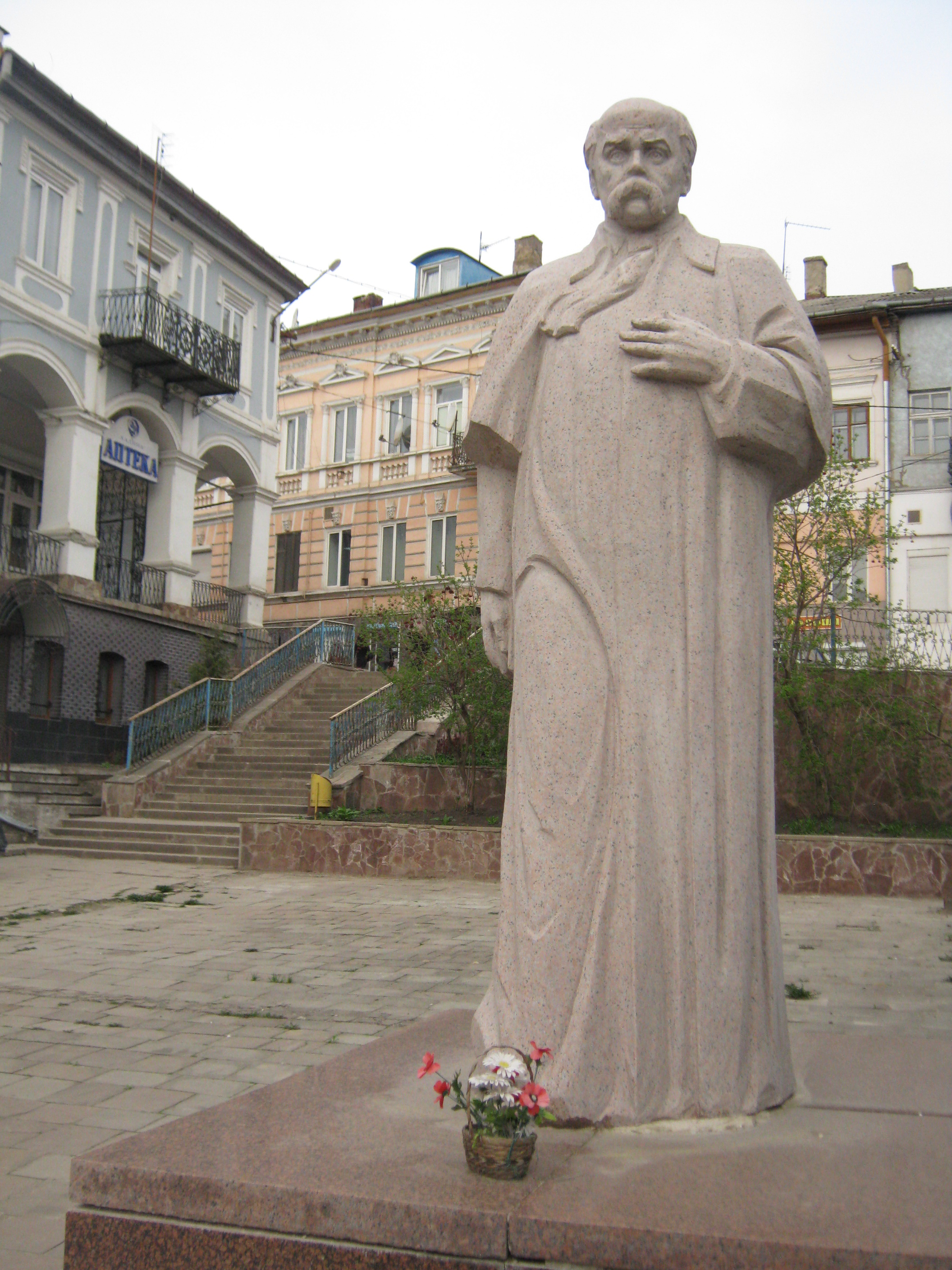
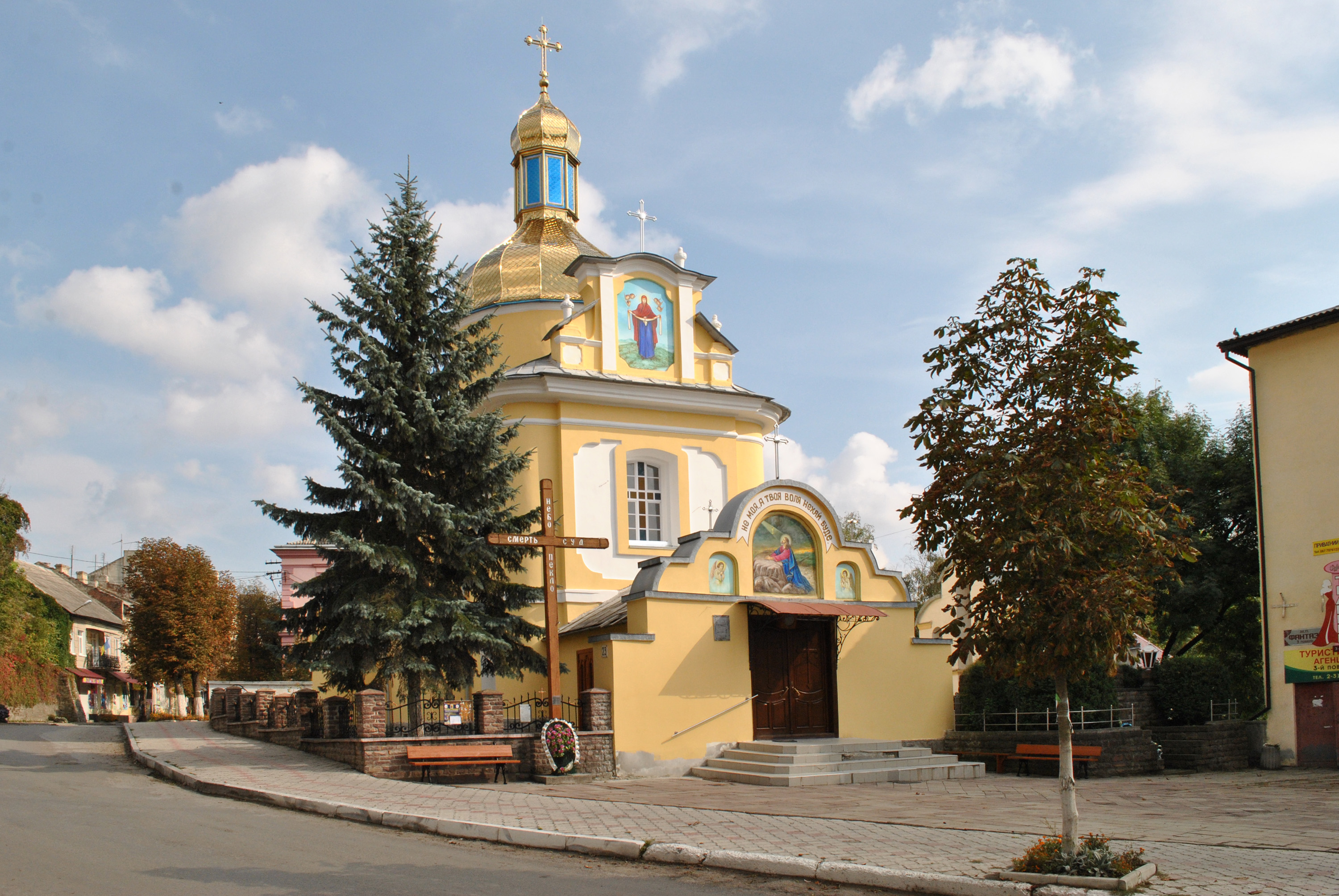
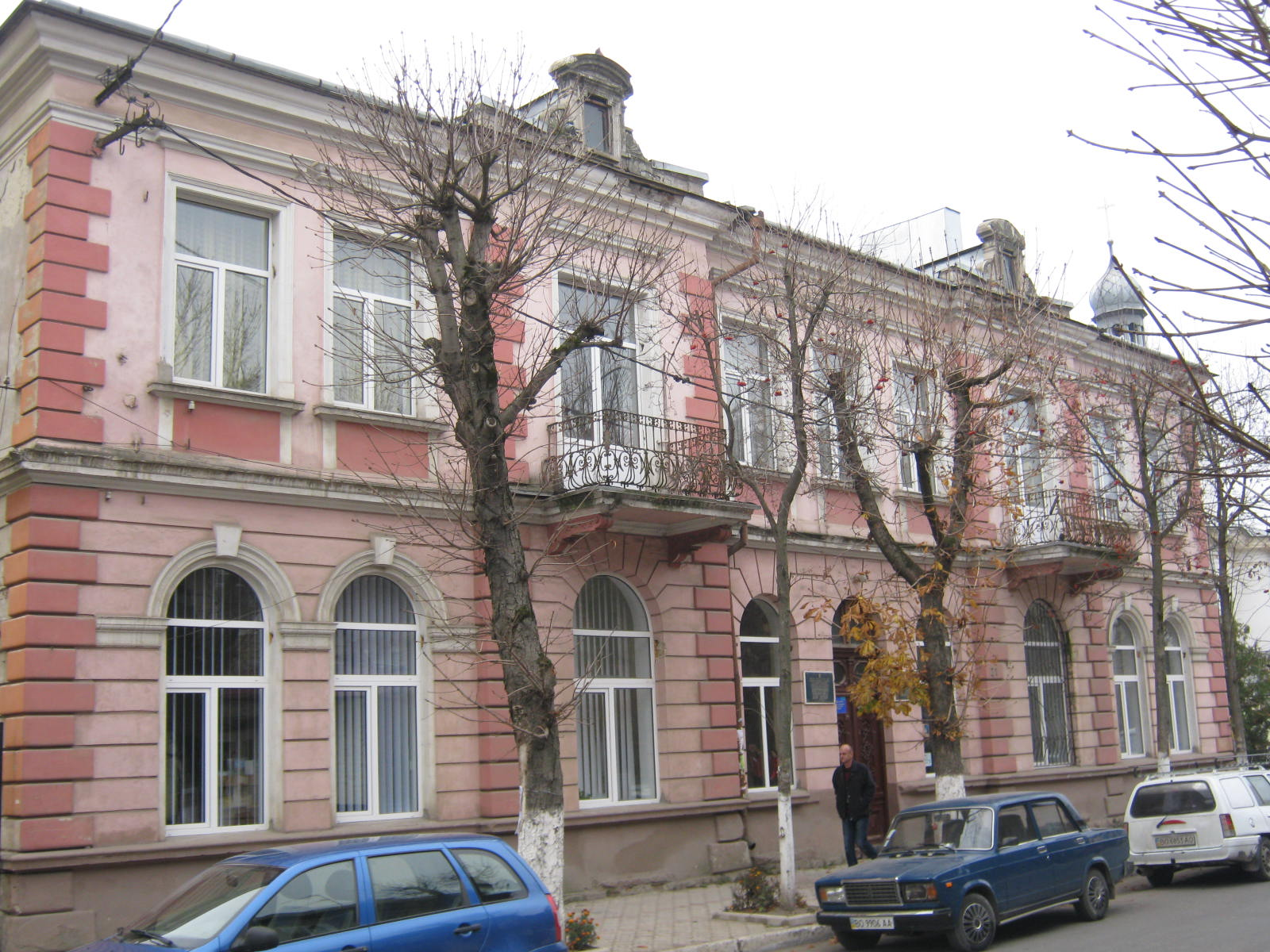
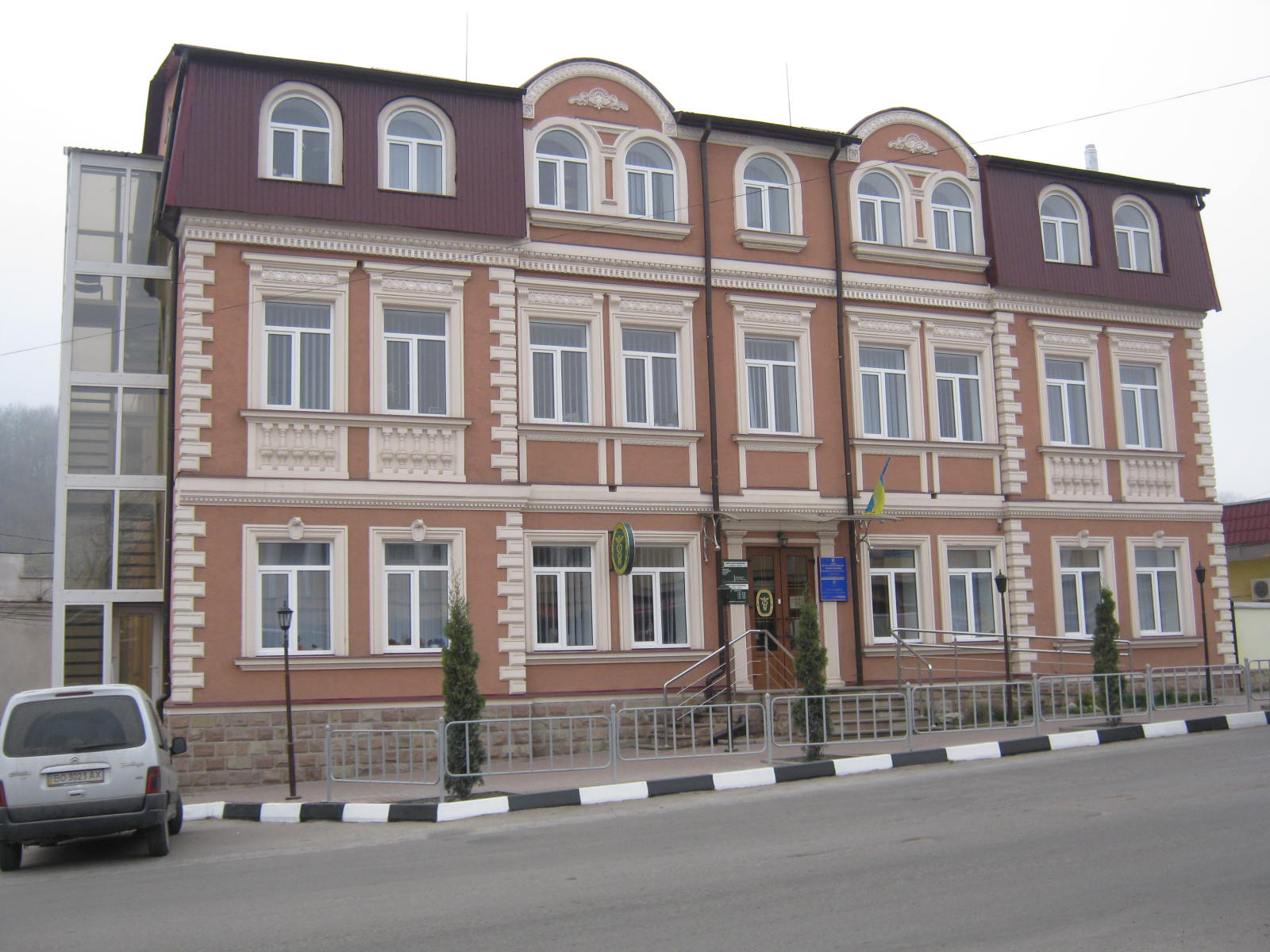
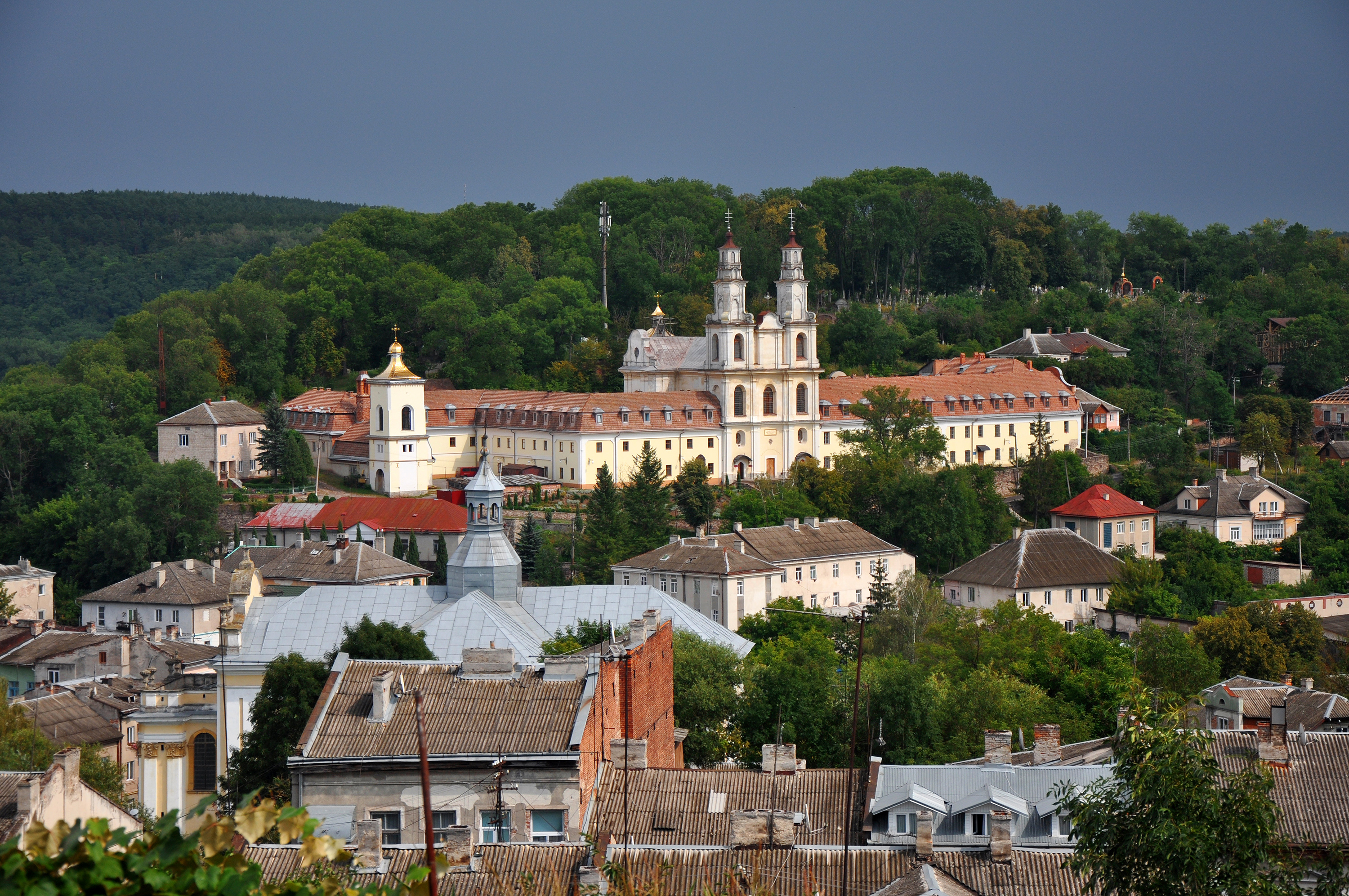
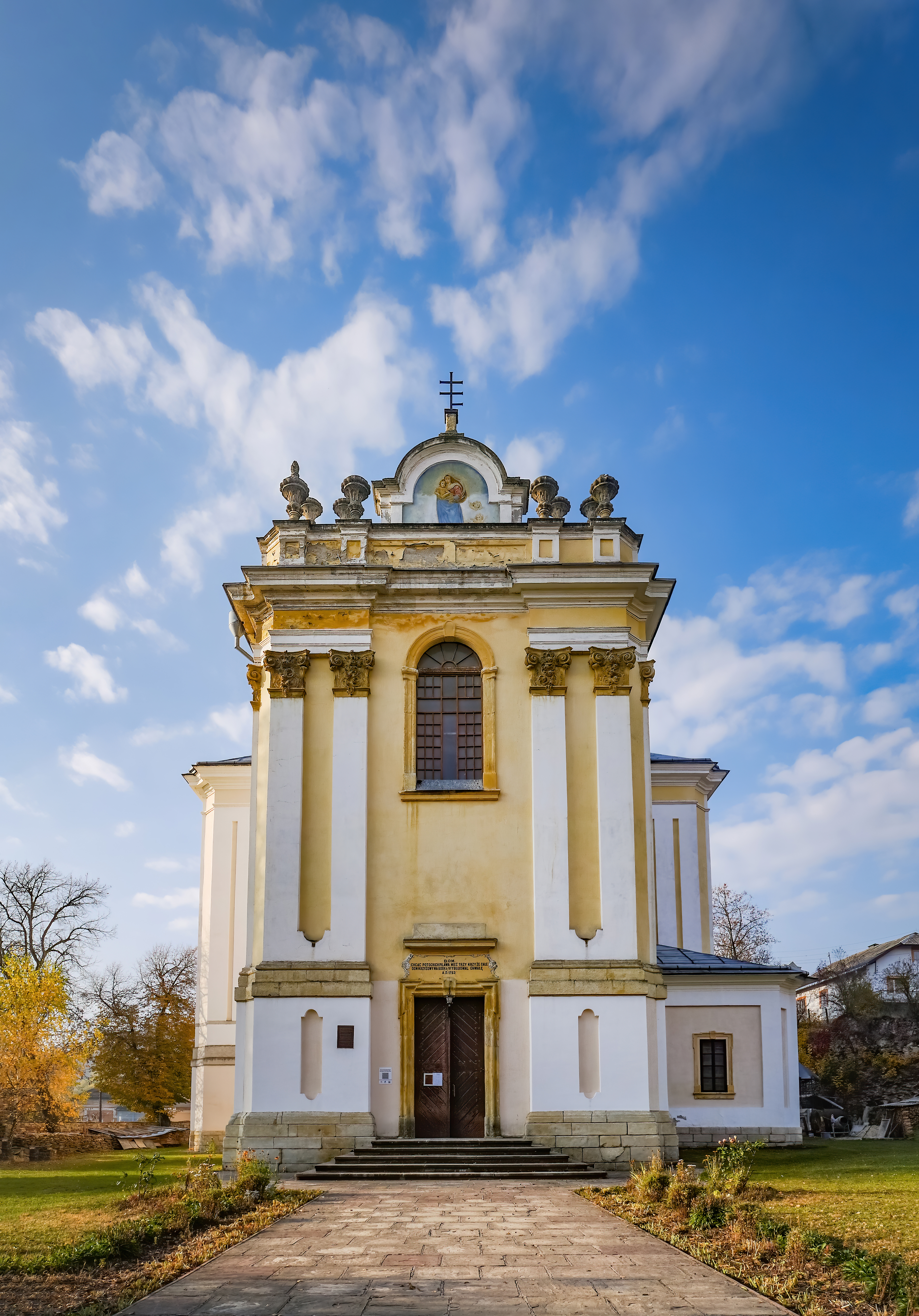
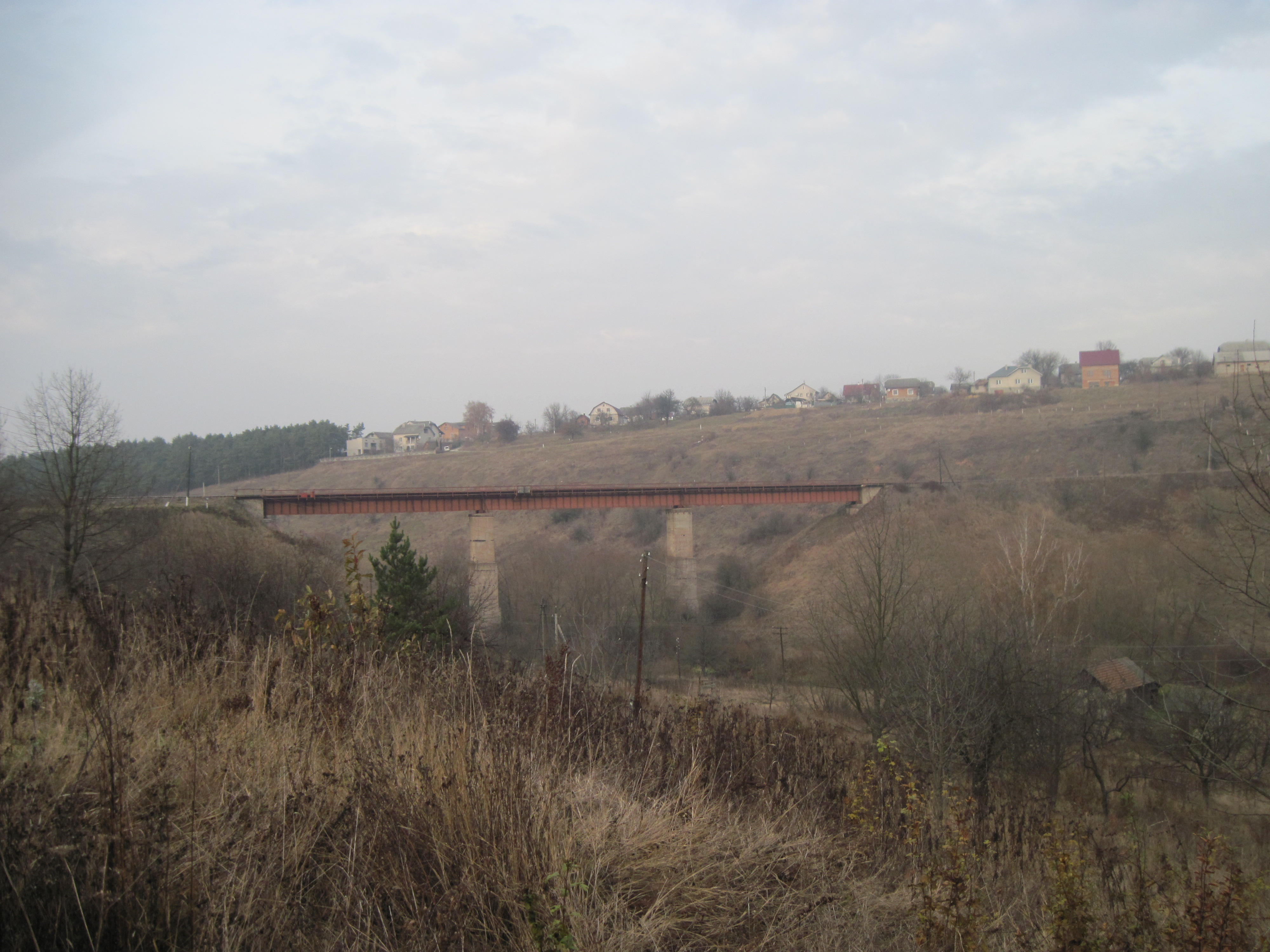
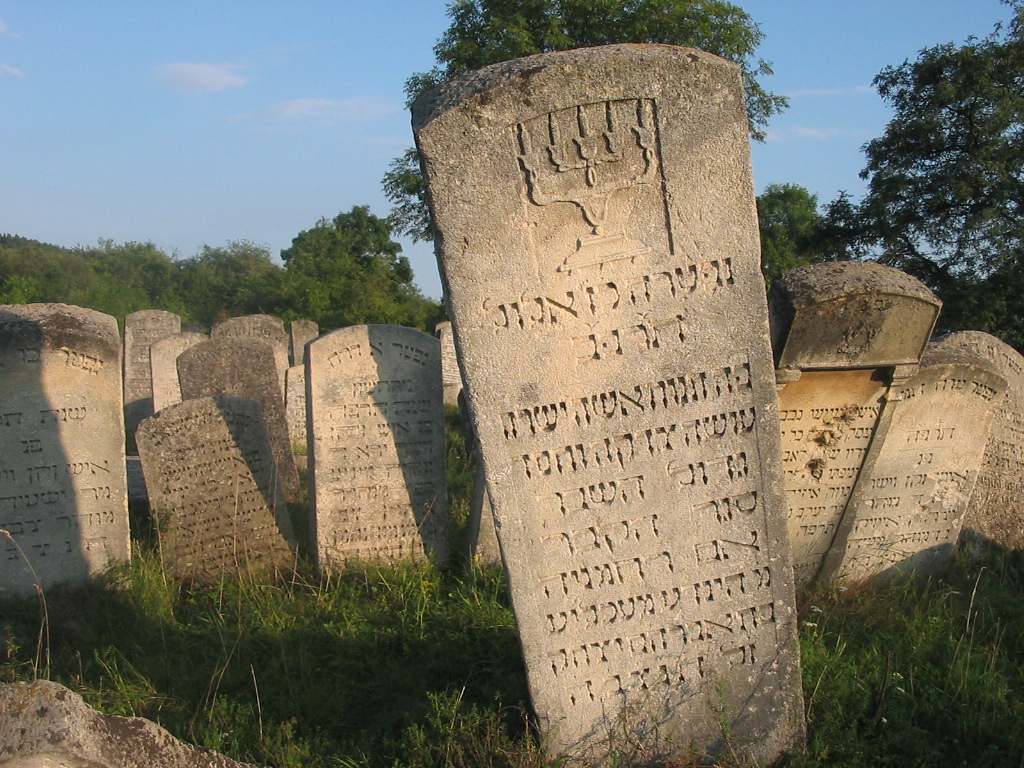
Il cimitero ebraico

## Amministrazione

### Gemellaggi
- Zlotoryja